# Meu Adorável Mendigo
A Indomável é uma telenovela brasileira produzida e exibida pela RecordTV entre 10 de dezembro de 1973 e 31 de agosto de 1974, em 246 capítulos, às 20h30, substituindo Vidas Marcadas e sendo substituída por Os Inocentes.Foi escrita por Waldemar de Moraes. e livremente inspirada em A Megera Domada de William Shakespeare.
Conta com Jussara Freire, Ewerton de Castro, Turíbio Ruiz, Silvana Lopes, Ankito, Linda Gay, Wilma de Aguiar e Dedé Santana nos papéis principais.
Grande sucesso de público,bateu de frente em audiência com as telenovelas globais de Janete Clair e com os folhetins de Ivani Ribeiro na Tupi,e fechando com um IBOPE de 53 pontos,acima da média estabelecida para o horário das 20h30 (40 pontos).

## Produção
Em 1973 Sílvio Santos, na época dono da Record, mandou fechar o departamento de dramaturgia e demitir  todo banco de atores que estavam há anos na emissora, incluindo grandes nomes que eram disputadas por outras emissoras, como Nathalia Timberg, Laura Cardoso e Maria Estela – o apresentador queria focar os estúdios para programas de auditório. Uma última novela foi aprovada, Meu Adorável Mendigo, porém já com orçamento limitado e elenco enxuto, que contava com apenas 10 atores e o restante dos papéis eram destinados a humoristas já dá emissora. A decisão de Sílvio de encerrar a dramaturgia após 20 anos de produções desde A Muralha (1954) foi amplamente criticada pela imprensa, tanto pelo estreitamento do mercado de trabalho, quanto pelo legado de Paulo Machado de Carvalho, ex-dono da Record que sempre investiu nas novelas, ser jogado no lixo.
Destacou-se por trazer alguns dos maiores humoristas da época no elenco, como Dedé Santana, Mussum, Zilda Cardoso, Ankito, Borges de Barros e Gibe.

## Enredo
Rita é uma moça rica e culta que confunde Robertinho, um mecânico italiano bronco, com um mendigo por ele estar sujo de graxa. Eles se apaixonam, mas ambos tem personalidade forte e não dão o braço a torcer, além dos pais dela serem contra. Ainda as confusões na mecânica onde trabalham Totó, Mumu, Candoca, Tatu e Gomes.

## Elenco
| Intérprete        | Personagem              |
| ----------------- | ----------------------- |
| Jussara Freire    | Rita Barreto Vega       |
| Ewerton de Castro | Roberto Molinari        |
| Turíbio Ruiz      | Dr. Robson Barreto Vega |
| Silvana Lopes     | Mercedes Barreto Vega   |
| Ankito            | Pepe Molinari           |
| Linda Gay         | Genoveva Molinari       |
| Wilma de Aguiar   | Tia Lúcia Molinari      |
| Dedé Santana      | Totó                    |
| Mussum            | Mumu                    |
| Zilda Cardoso     | Candoca                 |
| Borges de Barros  | Tatu                    |
| Gibe              | Gomes                   |
| Luiz Carlos Braga | Luizinho                |
| Cristina Mara     | Deusa                   |
| Osmano Cardoso    | Alfredo                 |
| Alexandre Falcão  | Alexandre               |
| Monetti Baroni    | Pardal                  |